# Viêm phế quản
Viêm phế quản là chứng viêm nhiễm tại phế quản (đường thở lớn và trung bình) trong phổi. Các triệu chứng bao gồm ho ra đờm, thở khò khè, khó thở và khó chịu ở ngực. 
Viêm phế quản được chia thành hai loại: cấp tính và mãn tính. Viêm phế quản cấp tính cũng được biết đến như chứng cảm lạnh ở ngực.
Viêm phế quản cấp tính thường khiến người nhiễm bị ho kéo dài khoảng ba tuần. Trong hơn 90% trường hợp nguyên nhân là một bệnh nhiễm virus. 
Các loại virus này có thể lây lan qua không khí khi người ta ho hoặc qua tiếp xúc trực tiếp. Yếu tố nguy cơ bao gồm tiếp xúc với khói thuốc lá, bụi, và các loại ô nhiễm không khí khác. Một số ít trường hợp là do mức độ ô nhiễm không khí hoặc vi khuẩn như Mycoplasma pneumoniae hoặc Bordetella pertussis. Điều trị viêm phế quản cấp tính thường bao gồm nghỉ ngơi, paracetamol (acetaminophen), và các thuốc chống viêm không steroid để giảm sốt.
Bệnh phổi tắc nghẽn mạn tính được định nghĩa như chứng ho kéo dài trong ba tháng hoặc hơn hàng năm, và kéo dài ít nhất là hai năm. Hầu hết những người bị viêm phế quản mãn tính có bệnh phổi tắc nghẽn mạn tính (COPD). Hút thuốc lá là nguyên nhân phổ biến nhất, với một số lý do khác như ô nhiễm không khí và do di truyền với tỷ lệ thấp hơn. Phương pháp điều trị bao gồm việc bỏ thuốc lá, tiêm chủng, phục hồi chức năng và thường xuyên hít thuốc giãn phế quản và steroid. Một số người có thể khỏe hơn nhờ liệu pháp oxy dài hạn hoặc cấy ghép phổi.
Viêm phế quản cấp tính là một trong những bệnh phổ biến nhất. Khoảng 5% người lớn bị ảnh hưởng và khoảng 6% trẻ em có ít nhất một lần bị mỗi năm. Trong năm 2010, viêm phế quản mãn tính ảnh hưởng 329 triệu người, gần 5% dân số toàn cầu. Trong năm 2013, bệnh này dẫn đến 2,9 triệu ca tử vong, tăng từ 2,4 triệu ca tử vong trong năm 1990.